# Danza con me
Danza con me è stato un programma televisivo in onda la sera di Capodanno in prima serata su Rai1 dal 2018 al 2023, condotto dal ballerino Roberto Bolle. La prima edizione ha vinto il Festival della Rosa d'oro.

## Il programma
Lo spettacolo, condotto dal ballerino Roberto Bolle, è prodotto dalla Ballandi Multimedia e viene registrato negli studi Mediapason di Via Colico 21 a Milano. 
| Edizione | Messa in onda   | Rete  | Protagonista  | Conduzione          | Conduzione        | Conduzione          | Telespettatori | Share  |
| -------- | --------------- | ----- | ------------- | ------------------- | ----------------- | ------------------- | -------------- | ------ |
| 1ª       | 1º gennaio 2018 | Rai 1 | Roberto Bolle | Pif                 | Pif               | Virginia Raffaele   | 4 860 000      | 21,50% |
| 2ª       | 1º gennaio 2019 | Rai 1 | Roberto Bolle | Pif                 | Pif               | –                   | 4 451 000      | 21,27% |
| 3ª       | 1º gennaio 2020 | Rai 1 | Roberto Bolle | Giampaolo Morelli   | Giampaolo Morelli | Geppi Cucciari      | 4 392 000      | 21,77% |
| 4ª       | 1º gennaio 2021 | Rai 1 | Roberto Bolle | Francesco Montanari | Stefano Fresi     | Miriam Leone        | 3 848 000      | 17,00% |
| 5ª       | 1º gennaio 2022 | Rai 1 | Roberto Bolle | Lillo               | Lillo             | Serena Rossi        | 3 579 000      | 18,20% |
| 6ª       | 1º gennaio 2023 | Rai 1 | Roberto Bolle | Luca Zingaretti     | Luca Zingaretti   | Cristiana Capotondi | 2 798 000      | 17,90% |

## Edizioni

### Prima edizione (2018)
La prima edizione dello spettacolo è andata in onda il 1º gennaio 2018 in prima serata su Rai 1. 

#### Ospiti
- Tiziano Ferro
- Fabri Fibra
- Virginia Raffaele
- Geppi Cucciari
- Miriam Leone
- Pif
- Marco D’Amore
- Lil Buck
- Sting
- Ahmad Joudeh
- Alessandra Ferri

#### Ascolti
| Messa in onda   | Telespettatori | Share  |
| --------------- | -------------- | ------ |
| 1º gennaio 2018 | 4 860 000      | 21,50% |

### Seconda edizione (2019)
La seconda edizione dello spettacolo è andata in onda il 1º gennaio 2019, sempre in prima serata su Rai 1. 

#### Ospiti
- Valeria Solarino
- Pif
- Pierfrancesco Favino
- Valerio Mastandrea
- Sergio Rubini
- Stefano Accorsi
- Ilenia Pastorelli
- Fabio de Luigi
- Rocco Papaleo
- Luca e Paolo
- Cesare Cremonini

#### Ascolti
| Messa in onda   | Telespettatori | Share  |
| --------------- | -------------- | ------ |
| 1º gennaio 2019 | 4 451 000      | 21,27% |

- Nota: Alla fine dello spettacolo è seguito uno spin-off del programma denominato "Sogna con me", che ha totalizzato 1.989.000 telespettatori pari al 15,30% di share.

### Terza edizione (2020)
La terza edizione dello spettacolo è andata in onda il 1º gennaio 2020, sempre in prima serata su Rai 1.

#### Ospiti
- Alberto Angela
- Matteo Garrone e Roberto Benigni
- Marracash
- Cosmo
- Nina Zilli
- Andrea Bocelli
- Stefano Bollani
- Luca Zingaretti
- Giampaolo Morelli
- Geppi Cucciari
- Luca e Paolo
- Virginia Raffaele

#### Ascolti
| Messa in onda   | Telespettatori | Share  |
| --------------- | -------------- | ------ |
| 1º gennaio 2020 | 4 392 000      | 21,77% |

### Quarta edizione (2021)
La quarta edizione dello spettacolo è andata in onda il 1º gennaio 2021, in prima serata su Rai 1. 

#### Ospiti
- Vasco Rossi
- Virna Toppi
- Antonella Albano
- Francesco Montanari
- Stefano Fresi
- Miriam Leone
- Diodato
- Michelle Hunziker
- Ghali
- Carlos Kamizele
- Fabio Caressa
- Nicoletta Manni
- Alexander Ekman
- Agnese Di Clemente

#### Ascolti
| Messa in onda   | Telespettatori | Share  |
| --------------- | -------------- | ------ |
| 1º gennaio 2021 | 3 848 000      | 17,00% |

### Quinta edizione (2022)
La quinta edizione dello spettacolo è andata in onda il 1º gennaio 2022, in prima serata su Rai 1.

#### Ospiti
- Serena Rossi
- Lillo
- John Malkovich
- Alessandro Borghi
- Jasmine Trinca
- Colapesce Dimartino
- Frida Bollani Magoni
- Valerio Lundini
- Boosta
- Melissa Hamilton
- Nicoletta Manni
- Svetlana Jur'evna Zakharova
- Ornella Vanoni
- Diana Del Bufalo
- Benedetta Porcaroli
- Micaela Ramazzotti
- Sabrina Impacciatore
- le Farfalle Olimpiche
- Margherita Buy
- Franca Leosini
- Carla Signoris
- Beatrice Rana
- Virna Toppi
- Silvia Avallone
- Nicola Lagioia
- Agnese di Clemente
- Timofej Andrijashenko
- Marianela Núñez

#### Ascolti
| Messa in onda   | Telespettatori | Share  |
| --------------- | -------------- | ------ |
| 1º gennaio 2022 | 3 579 000      | 18,20% |

### Sesta edizione (2023)
La sesta edizione dello spettacolo è andata in onda il 1º gennaio 2023, in prima serata su Rai 1.

#### Ospiti
- Elio
- Virginia Raffaele
- Alberto Angela
- Claudia Gerini ed Edoardo Leo
- Paola Minaccioni
- Dargen D’Amico
- Blanco e Michelangelo
- Fumi Kaneko
- Melissa Hamilton
- Virna Toppi e Nicoletta Manni
- Dardust

#### Ascolti
| Messa in onda   | Telespettatori | Share  |
| --------------- | -------------- | ------ |
| 1º gennaio 2023 | 2 798 000      | 17,90% |